# Šamisen
Šamisen (三味線), znan tudi kot sangen (三絃) ali samisen (vse pomeni »tri strune«), je tradicionalno japonsko glasbilo s tremi strunami, ki izhaja iz kitajskega instrumenta sanšjian. Igra se s trzalico, imenovano bači.
Japonska izgovorjava je običajno šamisenšš, včasih pa džamisen, kadar se uporablja kot pripona, glede na običajno spremembo zvoka (npr. cugaru-džamisen). V zahodnih japonskih narečjih in več virih iz obdobja Edo se piše in izgovarja kot samisen.
Konstrukcija šamisna se razlikuje po obliki, odvisno od žanra, v katerem se uporablja. Inštrument, ki se uporablja za spremljavo kabukija, ima tanek vrat, kar olajša okretne in virtuozne zahteve tega žanra. Tisti, ki se uporablja za spremljavo lutkovnih iger in ljudskih pesmi, ima namesto tega daljši in debelejši vrat, da se ujema z robustnejšo glasbo teh žanrov.

## Zgradba
1. glava (tendžin)
2. ebio
3. strune (ito)
4. zaščitni kos usnja (bačigava, azumasavari)
5. membrane (kava)
6. most (koma)
7. svileni vozel, ki drži strune (neo)
8. hatomune
9. konica (nakagosaki)
10. klin (zagane)
11. klin (itomaki)
12. klin (itomaki)
13. klin (itomaki)
14. zgornji most (kamikoma)
15. savari dolina (sawari-no tani)
16. azumasavari vijak
17. sawari gora (sawari-no jama)
18. čibukuro

Šamisen je glasbilo s strunami. Njegova konstrukcija sledi modelu, podobnemu kot pri kitari ali bendžu, z vratom in strunami, raztegnjenimi čez resonirajoče telo. Vrat šamisena je brez prečk in je tanjši od vratu kitare ali bendža. Telo, imenovano dō (胴), spominja na boben, ima votlo telo, ki je spredaj in zadaj prekrito s kožo, na način bendža. Uporabljena preobleka je odvisna od zvrsti glasbe in spretnosti igralca. Tradicionalno so bile kože izdelane iz pasje ali mačje kože, pri čemer je bila mačja koža priljubljena za finejše inštrumente;    čeprav je bila uporaba živalskih kož običajna v celotnem 20. stoletju, je uporaba teh kož postopoma padla v nemilost, začenši okoli sredi 2000-ih, zaradi družbene stigme in upada delavcev, usposobljenih za pripravo teh kož. Sodobne kože šamisena so pogosto pripravljene s sintetičnimi materiali, kot je plastika.
Sao (棹) ali vrat šamisena je običajno razdeljen na tri ali štiri dele, ki se prilegajo in zaklenejo skupaj, pri čemer je večina šamisena narejenih tako, da jih je enostavno razstaviti. Vrat šamisena je posebna palica, ki prečka bobnu podobno telo instrumenta, delno štrli na drugi strani telesa in deluje kot sidro za strune. Vijaki za navijanje strun so dolgi, tanki in šesterokotne oblike; čeprav so bili tradicionalno oblikovani iz slonovine, so zaradi pomanjkanja in trgovinskih predpisov glede in omejevanja prodaje slonovine mnogi zdaj izdelani iz drugih materialov, kot sta les in plastika.
Tri strune šamisena so narejene iz svile (tradicionalno) ali najlona. Napete so med klini na glavi inštrumenta in nastavku iz blaga, pritrjenem na koncu palice, ki štrli na drugi strani telesa. Strune so napete čez telo, dvignjene od njega z mostičkom ali komo (駒), ki leži neposredno na napeti koži. Najnižja struna je namenoma položena nižje pri matici inštrumenta, da ustvari brnenje, značilen zvok, znan kot savari (nekoliko spominja na "brnenje" sitarja, ki se imenuje dživari). Zgornja stran dō (ko je v igralčevem naročju) je skoraj vedno zaščitena s prevleko, znano kot dō kake, in igralci pogosto nosijo majhen trak iz blaga na levi roki, da olajšajo drsenje gor in dol po vratu, znan kot jubikake. Glava instrumenta, znanega kot tendžin, je lahko zaščitena tudi s pokrovom. Material strun bo odvisen od spretnosti igralca. Tradicionalno se uporabljajo svilene vrvice. Vendar se svila v kratkem času zlahka strga, zato je to rezervirano za profesionalne izvedbe. Dijaki pogosto uporabljajo najlonske ali 'tetron' vrvice, ki zdržijo dlje kot svilene in so tudi cenejše.

### Različice v konstrukciji in načinu igranja
Konstrukcija šamisena se razlikuje po obliki in velikosti, odvisno od žanra, v katerem se uporablja. Uporabljena trzalica (bači) se bo razlikovala tudi glede na žanr, če bo sploh uporabljena. Šamiseni so razvrščeni glede na velikost in žanr. Obstajajo tri osnovne velikosti: hosozao, čuzao in futozao. Primeri žanrov šamisen vključujejo nagauta, džiuta, min'jo, kouta, hauta, šinnai, tokivazu, kijomoto, gidaju in cugaru.
Šamisen, ki se uporablja za tradicionalne zvrsti japonske glasbe, kot so džiuta, kouta in nagauta, se držijo zelo strogih standardov. Puristi teh žanrov zahtevajo, da je šamisen narejen iz pravega lesa, prave kože in da se igra s pravim bačijem, z malo prostora za variacije. Cugaru-džamisen pa je postal sodobna uporaba in se uporablja v sodobnih žanrih, kot sta jazz in rock. Kot bolj odprt instrument obstajajo njegove različice za predstavo. Vijaki za uglaševanje, ki so bili običajno izdelani iz slonovine in bači, ki so na primer izdelani iz kombinacije slonovine in želvjega oklepa, so včasih narejeni iz akrilnega materiala, da dajo šamisenu bolj sodoben, kričeč videz. Pred kratkim so avantgardni izumitelji razvili cugaru-džamisen z električnimi pickupi za uporabo z ojačevalci, kot je električna kitara.

#### Hosoza
Hosozao (細棹, dobesedno »tanek vrat«), kot pove njegovo japonsko ime, je najmanjša vrsta šamisena. Telo je majhno in posebej kvadratne oblike, s posebno tankim vratom, ki se zoži stran od strun, ko se približajo telesu. Na splošno se hosozao uporablja v nagauti, krajši in tanjši vrat olajša okretne in virtuozne zahteve kabukija. Hosozao šamisen, izdelan posebej za nagauta ansamble, je pogosto znan kot nagauta šamisen. Pogosto se uporablja tudi v kouti, kjer se brenka z nohti.

#### Čuzao
Čuzao (中棹, dobesedno »srednji vrat«) je nekoliko večji od hosozao. Kot že ime pove, je vrat nekoliko debelejši. Ko se vrat približa telesu inštrumenta, se razdalja med strunami in prstno desko ohrani, za razliko od hosozaa, kjer se zoži. Prst se nenadoma konča, preostali del vratu pa se ostro zavije v telo inštrumenta. Izrazita krivulja, ki se pojavi tik preden se vrat sreča s telesom, se imenuje hatomune (鳩胸, dobesedno »golobje prsi«). Rezultat je podaljšana prstna deska, ki daje čuzau višji register kot hosozao. Čuzao je priljubljen pri igranju v slogu džiuta s širšim in mehkejšim tonom. Je tudi "vsestransko" glasbilo, ki se lahko uporablja v številnih zvrsteh.

#### Futozao
Futozao (太棹, dobesedno »debel vrat«) šamisen se uporablja v robustni glasbi gidajubuši (glasba bunraku), džōruri min'jo in cugaru-džamisen. V teh žanrih debelejši vrat omogoča večjo moč pri predvajanju glasbe teh slogov. Futozao cugaru-džamisen je precej nedavna inovacija in je namenoma izdelan v veliko večji velikosti kot tradicionalni šamisen, njegov vrat pa je veliko daljši in debelejši od tradicionalnega nagauta ali džiuta šamisena.

#### Heike šamisen
Heike šamisen (平家) je posebej oblikovan za izvedbo pesmi Heike Ondo (平家音頭), ljudske melodije, ki izvira iz Šimonosekija v prefekturi Jamaguči. Vrat je približno polovica dolžine večine šamisena, kar daje inštrumentu visok razpon, potreben za igranje Heike Ondo. Možna je uporaba bolj značilnih šamisenov, vendar jih je treba pravilno nastaviti, da se dvigne njihova višina, in so primerni za uporabo. Danes so strune narejene iz jekla za boljši zvok, glave bobnov pa so izdelane iz plastike, da se preprečijo zlomi med nastopom.

#### Različice bači
Bači (撥), trzalica, ki se uporablja za igranje šamisena, se prav tako razlikuje po velikosti, obliki in materialu od žanra do žanra.
Bači, ki se uporablja za nagauta šamisen, je lahko izdelan iz treh možnih materialov: lesa, plastike ali slonovine. Medtem ko mnogi učitelji nna splošno ne odobravajo uporabe plastike, če je slonovina nedosegljiva in je les še vedno izven cenovnega razreda, velja, da je plastika sprejemljiva za uporabo.
Džiuta bači so v celoti izdelani iz plastike ali slonovine, plastike in želvinega oklepa (beko) ali iz slonovine in želvinega oklepa. Najlažje ga je prepoznati, saj so najdaljši, najširši in imajo tudi globoko vdolbino, kjer se želvovina sreča z ročajem. Včasih obstajajo tudi džiuta bači, ki so narejeni z ročajem iz bivoljega roga. Material pa ne dela razlike v zvoku.
Slog gidaju šamisen uporablja najtežji in najdebelejši bači, čeprav je nagauta bači širši.
Bači, ki se uporablja za cugaru-džamisen, je najmanjši in je skoraj vedno prevlečen z želvovo školjko.

#### Druge strukturne različice
Koma (駒) ali most je mogoče oblikovati iz postaranega bambusa, slonovine, volovske kosti (šari), palisandra, bivoljega roga, kōki lesa, katere koli kombinacije zgoraj naštetega ali plastike za študentsko raven. Koma je v različnih višinah. Višja kot je koma, glasnejši bo zvok in težje je nadzorovati hitri sukui. Višje kome niso primerne za začetnike.
Koma, ki se uporablja za nagauto, uporablja višino med 3,2 in 3,6. Izdelana je samo iz treh materialov: slonovine, kosti in plastike. Slonovina je najdražja in proizvaja najbolj zaželen zvok in ojačitev, vendar se zaradi visoke cene običajno uporablja le pri nastopih. Volovja kost ali šari je najbolj priljubljen koma material za vadbo in pri učencih, ki nastopajo. Zaradi glasnosti in vibracij slonovine ga običajno uporablja učitelj ali tate-džamisen (svinčen šamisen), tako da lahko drugi igralci sledijo njihovemu tonu in signalom. Plastične kome so v sodobnem času vse trše, saj se šteje, da material proizvaja nezaželen zvok v primerjavi s shari koma. Šari ni veliko dražji od plastike in večina učiteljev odkrito izraža svoje nezadovoljstvo s plastično komo in zahteva shari.
Koma, ki se uporablja za džiuto, se razlikuje med 2,6 in 2,8, čeprav je mogoče posebej naročiti druge višine. Narejena je iz nekaj izbranih materialov, kot je rumeni ali črni rog vodnega bivola (suigju), ki sta standard. Rog črnovodnega bivolja nima bistvene razlike v zvoku in je veliko manj priljubljen. Rumeni suigju se najpogosteje uporablja za šamisen v slogu džiuta, tako v praksi kot pri izvedbi. Mnogi ljudje verjamejo, da za džiuto ni velike razlike v zvoku med obema, vendar obstaja velika sprememba v vibracijah. Plastika daje mrtev zvok, kar pa za ni najbolj ugodno. Šari se občasno uporablja v praksi, vendar nikoli za predstave jiuta.
Koma, ki se uporablja za cugaru in min'jo šamisen, je običajno visoka 2,6, čeprav včasih 2,7 ali 2,8. Jo je zelo enostavno prepoznati zaradi svoje edinstvene strukture in uporabe dveh različnih materialov. So zelo tanke v širino in niso zelo visoke. Osnova je običajno narejena iz bambusa, dimljenega bambusa ali neke vrste lesa, medtem ko je zgornja polovica, skozi katero prehajajo strune, lahko izdelana iz slonovine, kosti ali želvinega oklepa. Zaradi debeline strun in vratu futozao šamisena je most cugaru na splošno daljši od ostalih. Tako gidaju koma (najvišja narejena koma, izdelana iz črnega bivoljega roga) kot kijomoto koma (ki natančno spominja na nagauta komo, razen njene širine) včasih zamenjujejo s cugaru komo.

## Različice v igranju
V večini zvrsti se strune ubirajo z bačijem. Zvok šamisena je v nekaterih pogledih podoben zvoku ameriškega bendža, saj dō, podoben bobnu, ojača zvok strun. Tako kot v slogu ameriškega igranja bendža s kladivom se bači pogosto uporablja za udarjanje po strunah in koži, kar ustvarja zelo udaren zvok. Pri igranju kouta (小唄, dobesedno »majhna pesem«) na šamisen in občasno v drugih zvrsteh se brenka s prsti. Včasih ga igrajo z violinskim lokom, podobno kot kokjū, podoben instrument.

## Uglaševanje
Šamisen se igra in uglasi glede na žanr, pri čemer se nomenklatura vozlišč v oktavi prav tako razlikuje glede na žanr. Na Japonskem obstajajo številni slogi šamisena, uglasitve, tonaliteta in zapisi pa se do neke mere razlikujejo. Tri najpogosteje prepoznavne uglasitve v vseh žanrih so hončouši (本調子), niagari (二上がり) in sansagari (三下がり).

### Hončouši
Hončouši pomeni »domača uglasitev« ali »osnovna uglasitev« in se tako imenuje, ker se za druge uglasitve šteje, da izhajajo iz nje. Pri tej sta prva in tretja struna uglašeni za oktavo narazen, medtem ko je srednja struna uglašena na ekvivalent četrte, v zahodnem smislu, od 1. strune. Najpogosteje uporabljena uglasitev je C-F-C. Primer pesmi, ki uporablja to uglasitev, je Akita Nikata Buši.

### Niagari
Niagari pomeni »povišana dva« ali »povišana druga struna«, kar se nanaša na dejstvo, da je višina druge strune povišana (od hončouši), kar poveča interval med prvo in drugo struno na petino (nasprotno zmanjša interval med drugo struno in tretje strune v četrto). Najpogosteje uporabljena uglasitev je C-G-C. Primer pesmi, ki uporablja to uglasitev, je Cugaru Džongara Buši.

### Sansagari
Sansagari pomeni »znižana terca«, kar se nanaša na uglasitev glede na hončouši in znižanje 3. strune (strune z najvišjo višino) za cel korak navzdol, tako da je inštrument uglašen na četrtine, npr. C-F-B♭. Primer pesmi v tej uglasitvi je Cugaru Sansagari.
Namesto nastavljene uglasitve, kot na primer na kitari (tj. E, A, D, G, B, E) ali violini (tj. G, D, A, E), je šamisen uglašen v skladu z registrom pevca ali preprosto po želji igralca. Igralec šamisena lahko uglasi šamisen na kateri koli register, če upošteva zgornje konvencije.

## Notni zapis
Glasba za šamisen je lahko napisana v zahodnem notnem zapisu, vendar je pogosteje napisana v notnem zapisu tabulature. Čeprav so uglasitve lahko podobne med žanri, način, na katerega so poimenovani vozli na vratu instrumenta (v japonščini imenovani cubo (壷)) ni. Posledično je tabulatura za vsak žanr napisana drugače. Vozlišča so tudi drugače označena za šamisen v slogu cugaru. Da bi bila zmeda še večja, je včasih mogoče vozlišča "izostriti" in ker so imena vozlišč in njihovi položaji različni za vsako zvrst, se bodo tudi ti razlikovali. Posledično bodo učenci ene zvrsti šamisena težko brali tabulature iz drugih zvrsti, razen če so posebej usposobljeni za branje teh vrst tabulatur.
Tablature je mogoče zapisati v tradicionalnem japonskem navpičnem zapisu od desne proti levi ali pa v sodobnejšem vodoravnem zapisu od leve proti desni, ki je podoben sodobnim kitarskim tabulatorjem. V tradicionalnem navpičnem zapisu se uporabljajo kitajski znaki in starejši simboli za dinamiko, vendar so bili uvoženi zapisi iz glasbenega zapisa zahodnega sloga, kot so italijanska imena za dinamiko, takt in fermata. Kakšno uglaševanje delo zahteva, je običajno navedeno na tabulaturi.

## Zgodovina in žanri
Japonski šamisen izvira iz kitajskega sanšjian (kitajsko: 三弦). Sanšjian je bil uveden v kraljestvu Rjūkjū (Okinava) v 16. stoletju, kjer se je razvil v okinavski sanšin (三線), iz katerega končno izhaja šamisen. Domneva se, da je bil prednik šamisena uveden v 16. stoletju skozi pristaniško mesto Sakai blizu Osake.
Šamisen se lahko igra solo ali z drugimi v skupini, v zasedbi z drugimi japonskimi instrumenti, s petjem, kot je nagauta ali kot spremljava drame, zlasti kabuki in bunraku. Tako moški kot ženske so tradicionalno igrali šamisen.
Najbolj znan in morda najzahtevnejši pripovedni slog je gidajū, poimenovan po Takemoto Gidajū (1651–1714), ki je bil močno vpleten v tradicijo lutkovnega gledališča bunraku v Osaki. Šamisen gidajū in njegova trzalica sta največja v družini šamisena, od pevca-pripovedovalca pa se zahteva, da govori vloge v predstavi, kot tudi da zapoje vse komentarje o dejanju. Vloga pevca-pripovedovalca je pogosto tako vokalno obremenjujoča, da se nastopajoči zamenjajo na polovici prizora. V knjigah (maruhon) tradicije je le malo zapisanega, razen besed in imen določenih ustreznih generičnih odzivov šamisena. Igralec šamisena mora odlično poznati celotno delo, da se lahko učinkovito odziva na interpretacije besedila pevca-pripovedovalca. Od 19. stoletja so to koncertno tradicijo nadaljevale tudi izvajalke, znane kot onna-džōruri ali onna gidajū.
V začetku 20. stoletja so slepi glasbeniki, med njimi Širakava Gunpačirō (1909–1962), Takahaši Čikuzan (1910–1998) in videči igralci, kot je Kida Rinšōei (1911–1979), razvili nov slog igranja, ki temelji na tradicionalnih ljudskih pesmih (min'jō), vendar vključuje veliko improvizacije in bliskovitega prstnega dela. Ta slog – zdaj znan kot cugaru-džamisen, po domači regiji tega sloga na severu Honšuja – je še vedno relativno priljubljen na Japonskem. Virtuozni slog včasih primerjajo z bendžom bluegrass.
Kouta (小唄) je slog šamisena, ki so ga v zgodovini razvile in večinoma izvajale gejše in maiko. Njegovo ime dobesedno pomeni »majhna pesem«, kar je v nasprotju z glasbeno zvrstjo nagauta; čeprav se bosta tako maiko kot gejša, ki se usposabljata za igranje šamisena, naučili tudi naguate in ga bosta občasno izvajali na banketih, je velika večina glasbenih nastopov, videnih na zabavah in dogodkih, ki se jih udeležujejo, kouta.